# Джвал Кул
Джвал Кул, також Джуал Кхул, Тібетець (англ. Djwal Khul) — в теософській традиції один з  Майстрів стародавньої мудрості. Він також представлений в діяльності Аліси Бейлі та у Вченні Вознесених Владик. В теософських творах стверджується, що Джвал Кул є одним з тих, хто працює над подальшою духовною еволюцією нашої планети. Більшість книг опублікованих Алісою Бейлі заявлені як такі, що телепатично ним надиктовані.

## У теософії та працях Аліси Бейлі
Ім’я Джвал Кула вперше з’являється в працях О. Блаватської, співзасновниці Теософського товариства та автора «Таємної доктрини»..
У серпні 1934 року Бейлі пише від імені Джвал Кула: «[Я] тибетський учень достатньо високого рівня, але це мало що скаже вам, оскільки всі є учнями, починаючи від найскромнішого початківця до Самого Христа й навіть далі. Я живу у фізичному тілі, подібно іншим людям поблизу кордонів Тибету, і час від часу  очолюю досить велику групу тибетських лам, коли це дозволяють інші мої обов’язки». У деяких творах його ім'я опущено, і він згадується під ініціалами «Майстер Д.К.» або найменуванням «Тибетець».
У 1919 році Аліса Бейлі (1880–1949) з певних причин розірвала свої зв’язки з Теософським товариством і пізніше почала писати книги, які, за її словами, були телепатично продиктовані Джвалом Кхулом, якого вона називала «Тибетцем» а пізніше асоціювала з ініціалами "Д.К.". За словами Бейлі, він був головним автором «Таємної доктрини» Блавацької. Бейлі заявила, що після початкового внутрішнього опору якість того, що вона написала під «диктант» протягом перших кількох тижнів роботи з Д.К., зрештою переконала її продовжувати записувати повідомлення з цього джерела. Вона писала протягом 30 років, з 1919 по 1949 рік.
Бейлі писав, що намір Джуал Кула полягав у розкритті езотеричних вчень, які будуть цінними для подальшого навчання духовних шукачів у 20-му та на початку 21-го століття. Вона вважала, що її робота виконується від імені «духовної ієрархії» розвинених істот, до якої входив і Джвал Кул, чия єдина зацікавленість полягала в тому, щоб направляти людство до утвердження правильних людських стосунків. Це є життєво важливим першим кроком, який допоможе підготувати шлях для «повторної появи Христа» (названого теософами Майтрейєю). 24 книги А. Бейлі з Д.К. повинні були стати другим в серії з трьох одкровень, після «Таємної доктрини» Блавацької, які мають бути явлені світу перед початком Нового часу, який інколи називають Ерою Водолія, так як астрологічний знак Водолія незабаром змінить нинішню епоху Риб у циклі астрологічних епох.
У передмові, включеній до багатьох книг Бейлі, Джвал Кул у посланнях записаних Бейлі, посилається на той факт, що він був настоятелем тибетського монастиря та духовним наставником великої групи лам. Вона писала, що він жив у Північній Індії, поблизу кордонів Тибету. Окрім цього, книги не містять особистих даних про Джвал Кула, а продиктований зміст зосереджується на його езотеричних вченнях. Серед мінімальних особистих деталей Бейлі пише, що Джвал Кул вважає себе учнем певного рівня в духовному (нефізичному) ашрамі Майстра Кут Хумі, якого теософи та інші дослідники книг Аліси Бейлі вважають іншим членом тієї ж «духовної ієрархії».
Чарльз Летбітер стверджував, що він бачив, як Джвал Кул телепортувався в кімнату, в якій сидів він і О. Блаватська.

## В інших рухах Нью-Ейдж
Роботи Бейлі та її книги з Джвалом Кулом були опубліковані Lucis Trust, організацією, яку вона створила разом зі своїм чоловіком Фостером Бейлі. Згодом ім'я Джвал Кула з'явилося у Вченні Вознесених Владик. Так Елізабет Клер Профет стверджувала, що вона прийняла від Джвал Кула, а також від інших махатм, таких як Кут Хумі та Морія, значну кількість послань. У Школі Арканів, заснованій Бейлі, твори Д.К. вивчаються разом з іншими духовними вченнями всіх віків. До нього ставляться як до вчителя.

## Попереднє втілення
Згідно з Елізабет Клер Профет, в одному з попередніх втілень Джуал Кул був Каспаром, одним із трьох мудреців, що прийшли поклонитись новонародженому  Ісусу. Він був тим, хто дарував йому золото.

## Критика
Вчення Джуал Кула, передані в численних книгах А. Бейлі від його імені, містять і стосуються багатьох суперечливих тем, стверджуючи, що в популярних ідеях і висловлюваннях про націоналізм, расові відносини, американський ізоляціонізм, радянський тоталітаризм, фашизм, існує широко поширене зло. Книги включають вміст, який критично оцінює актуальні на той час ідеї та погляди 19-го та початку 20-го століття щодо людей африканського походження, австралійських аборигенів, євреїв та арабів, а також юдаїзму та ортодоксального християнства та фундаменталістських рухів Сходу та Заходу.

## Скептичний погляд
Вчений К. Пол Джонсон стверджує, що «Майстри», про яких писала Блаватська та створювала листи, насправді були ідеалізацією людей, які були її наставниками . Джонсон стверджує, що Джвал Кул насправді був Даял Сінгхом Маджитією, членом Сінгх Сабха, організації руху за незалежність Індії та реформаторського руху сикхів.

## Подальше читання
- Посвячення, людське та сонячне. Видавництво Люцис. 1922 рік
- Листи про окультну медитацію. Видавництво Люцис. 1922 рік
- Трактат про космічний вогонь. Видавництво Люцис. 1925 рік
- Світло душі: його наука та ефект: перефраз Йога-сутр Патанджалі. 1927 рік
- Освіта в Новий час. Видавництво Люцис. 1940 рік
- Повторне явлення Христа. Видавництво Люцис. 1947 рік
- Світло Душі. Видавництво Люцис. 1927 рік
- Проблеми людства. Видавництво Люцис. 1944 рік
- Доля народів. Видавництво Люцис. 1949 рік
- Гламур: світова проблема. Видавництво Люцис. 1950 рік
- Телепатія та ефірний транспортний засіб. Видавництво Люцис. 1950 рік
- Освіта в Новий час. Видавництво Люцис. 1954 рік
- Екстерналізація ієрархії. Видавництво Люцис. 1957 рік.
- Поміркуйте над цим: компіляція Lucis Publishing. 2003 рік
- Трактат про сім променів: видавництво Lucis
- Том 1: Езотерична психологія I. 1936
- Том 2: Езотерична психологія II. 1942 рік
- Том 3: Езотерична астрологія. 1951 рік
- Том 4: Езотеричне лікування. 1953 рік
- Том 5: Промені та Посвячення. 1960 рік
- Кемпбелл, Брюс Ф. Історія теософського руху Берклі: 1980 University of California Press
- Годвін, Джоселін Теософське просвітництво Олбані, Нью-Йорк: 1994 Державний університет Нью-Йорка Press
- Johnson, K. Paul The Masters Revealed: Madam Blavatsky and Myth of the Great White Brotherhood Albany, New York: 1994 State University of New York Press
- Мелтон, Дж. Гордон Енциклопедія американських релігій 5-е видання Нью-Йорк: 1996 Gale ResearchISBN 0-8103-7714-4 ISSN 1066-1212 Розділ 18 – «Сім’я релігій стародавньої мудрості» сторінки 151-158; дивіться таблицю на сторінці 154 зі списком майстрів стародавньої мудрості ; Також див. Розділ 18, сторінки 717-757. Описи різних релігійних організацій Стародавньої Мудрості.